# 生坂村立生坂中学校
生坂村立生坂中学校（いくさかそんりついくさかちゅうがっこう）は、長野県東筑摩郡生坂村にある公立中学校。

## 所在地
〒399-7201 長野県東筑摩郡生坂村5445番地の2

## 沿革
- 1947年4月1日 - 学制改革により、生坂村立生坂中学校開校。
- 1957年3月31日 - 新設合併に伴い、学区変更。北陸郷、東広津の生徒を収容[2]。